# La Pommeraye (Maine i Loira)
La Pommeraye és un municipi francès situat al departament de Maine i Loira i a la regió de País del Loira. L'any 2007 tenia 4.008 habitants.

## Demografia

### Població
El 2007 la població de fet de La Pommeraye era de 4.008 persones. Hi havia 1.409 famílies de les quals 363 eren unipersonals (158 homes vivint sols i 205 dones vivint soles), 452 parelles sense fills, 561 parelles amb fills i 33 famílies monoparentals amb fills.
La població ha evolucionat segons el següent gràfic:
Habitants censats

### Habitatges
El 2007 hi havia 1.583 habitatges, 1.453 eren l'habitatge principal de la família, 67 eren segones residències i 63 estaven desocupats. 1.410 eren cases i 135 eren apartaments. Dels 1.453 habitatges principals, 1.009 estaven ocupats pels seus propietaris, 428 estaven llogats i ocupats pels llogaters i 17 estaven cedits a títol gratuït; 68 tenien una cambra, 74 en tenien dues, 191 en tenien tres, 348 en tenien quatre i 771 en tenien cinc o més. 1.081 habitatges disposaven pel capbaix d'una plaça de pàrquing. A 652 habitatges hi havia un automòbil i a 636 n'hi havia dos o més.

### Piràmide de població
La piràmide de població per edats i sexe el 2009 era:
| Homes | Edats   | Dones |
| ----- | ------- | ----- |
| 4     | 95 o +  | 24    |
| 0     | 90 a 94 | 40    |
| 36    | 85 a 89 | 100   |
| 16    | 80 a 84 | 60    |
| 60    | 75 a 79 | 120   |
| 72    | 70 a 74 | 96    |
| 100   | 65 a 69 | 116   |
| 60    | 60 a 64 | 60    |
| 68    | 55 a 59 | 92    |
| 100   | 50 a 54 | 124   |
| 124   | 45 a 49 | 108   |
| 144   | 40 a 44 | 140   |
| 116   | 35 a 39 | 128   |
| 116   | 30 a 34 | 116   |
| 72    | 25 a 29 | 96    |
| 128   | 20 a 24 | 76    |
| 112   | 15 a 19 | 160   |
| 132   | 10 a 14 | 144   |
| 124   | 5 a 9   | 104   |
| 92    | 0 a 4   | 72    |

## Economia
El 2007 la població en edat de treballar era de 2.411 persones, 1.788 eren actives i 623 eren inactives. De les 1.788 persones actives 1.684 estaven ocupades (913 homes i 771 dones) i 103 estaven aturades (30 homes i 73 dones). De les 623 persones inactives 211 estaven jubilades, 243 estaven estudiant i 169 estaven classificades com a «altres inactius».

### Ingressos
El 2009 a La Pommeraye hi havia 1.492 unitats fiscals que integraven 3.832,5 persones, la mediana anual d'ingressos fiscals per persona era de 15.544 €.

### Activitats econòmiques
Dels 161 establiments que hi havia el 2007, 4 eren d'empreses extractives, 4 d'empreses alimentàries, 5 d'empreses de fabricació d'altres productes industrials, 25 d'empreses de construcció, 31 d'empreses de comerç i reparació d'automòbils, 10 d'empreses de transport, 9 d'empreses d'hostatgeria i restauració, 3 d'empreses d'informació i comunicació, 11 d'empreses financeres, 6 d'empreses immobiliàries, 27 d'empreses de serveis, 16 d'entitats de l'administració pública i 10 d'empreses classificades com a «altres activitats de serveis».
Dels 56 establiments de servei als particulars que hi havia el 2009, 1 era una oficina de correu, 3 oficines bancàries, 1 funerària, 4 tallers de reparació d'automòbils i de material agrícola, 1 taller d'inspecció tècnica de vehicles, 1 autoescola, 6 paletes, 7 guixaires pintors, 4 fusteries, 5 lampisteries, 1 electricista, 4 perruqueries, 6 veterinaris, 1 agència de treball temporal, 4 restaurants, 4 agències immobiliàries, 1 tintoreria i 2 salons de bellesa.
Dels 14 establiments comercials que hi havia el 2009, 1 era un supermercat, 2 fleques, 1 una carnisseria, 1 una llibreria, 3 botigues de roba, 1 una botiga d'equipament de la llar, 1 una sabateria, 1 una botiga d'electrodomèstics, 1 un drogueria, 1 una joieria i 1 una floristeria.
L'any 2000 a La Pommeraye hi havia 118 explotacions agrícoles que ocupaven un total de 3.440 hectàrees.

## Equipaments sanitaris i escolars
El 2009 hi havia 1 centre de salut, 2 farmàcies i 1 ambulància.
El 2009 hi havia 2 escoles elementals. A La Pommeraye hi havia 1 col·legi d'educació secundària i 1 liceu d'ensenyament general. Als col·legis d'educació secundària hi havia 983 alumnes i als liceus d'ensenyament general 240.

## Poblacions properes
El següent diagrama mostra les poblacions més properes.